# Hvid druemunke
Hvid druemunke (Actaea pachypoda) er en mellemstor staude med en tæt, grundstillet løvmasse og oprette til overhængende, blomsterbærende stængler. Planten dyrkes i skyggede bede på grund af sine iøjnefaldende, hvide bær.

## Beskrivelse
Hvid druemunke er en flerårig, urteagtig plante. Bladene er grundstillede og sammensatte med lange stilke og dobbelt snitdelte småblade. Bladranden er groft tandet, og oversiden er græsgrøn og rynket, mens undersiden er lyst grågrøn. 
Blomstringen foregår i maj-juni, hvor man finder blomsterne samlet i endestillede klaser på oprette til overhængende skud. De enkelte blomster er uregelmæssige, da de mangler både bæger- og kronblade. Til gengæld er støvdragerne og støvfanget snehvide. Frugterne er hvide, ægformede bær.
Rodsystemet består af en kraftig rodstok, som bærer grove hovedrødder og mange, fine siderødder. Alle dele af planten – i særdeleshed de tiltrækkende, hvide bær – er giftige.
Højde x bredde og årlig tilvækst: 0,50 x 0,75 m (50 x 75 cm/år).

## Hjemsted
Hvid druemunke hører hjemme i de blandede løv- og nåleskove i hele den østlige del af både USA og Canada. Arten foretrækker let skyggede til skyggede voksesteder med leret, fugtbevarende jord. 
Arten vokser (voksede) langs skovbryn og ud på den savanneagtige del af prærien i det østlige Illinois, USA, sammen med bl.a. Adiantum pedatum (en art af Venushår), Skyggeblomst, Amerikansk Ginseng, Amerikansk Snabelkalla, Blodurt, Blomsterjøde, Blå Anemone, Canadisk Akeleje, Canadisk Hasselurt, Dværg-Hjerteblomst, Erythronium albidum (en art af Hundetand), Hvid Ageratina, Håret Solhat, Indianer-Lobelie, Polygonatum commutatum (en art af Konval), Prærie-Fodblad, Skarlagen-Jordbær, Storblomstret Uvularia og Vår-Floks
| Portal | Portal:Botanik |

## Note
1. ↑  University of Illinois Sourcebook: Native Plants and Communities of East Central Illinois Arkiveret 17. april 2012 hos  Wayback Machine – en grundig oversigt over floraen i det østlige og midterste af staten Illinois, USA (engelsk)